# Dourga (Meri)
Ne doit pas être confondu avec Dourga.
Dourga  est un village du Cameroun situé dans la commune de Meri, le département du Diamaré et la Région de l'Extrême-Nord. Il dépend du canton de Godola.

## Population
Lors du recensement de 2005, on y a dénombré 560 personnes, soit 248 hommes (44,29%) pour 312 femmes (55,71%). Les ethnies qu’on y trouve sont les Peuls et les Moufou, donnant ainsi les noms des sous-groupements Dourga-Foulbé et Dourga-Moufou selon les cas.

## Économie

### Éducation
Sur le plan de l’éducation, Dourga comprend une école publique de niveau 3 créée en 1988. L’état des bâtiments est jugé passable, avec quelques latrines. Les autres infrastructures, dont les clôtures, points d’eau, décharges d’ordures ne sont pas aménagées.

### Élevage
Dourga est répertorié dans le plan de développement communal comme lieu de production des bovins pour les races White Foulani, Métisse et Zebus Bororo. Il y est prévu la construction d’un forage pastoral et d’une mare à bétail.

### Initiative de développement
En 2016, la localité de Dourga est classée 17e dans l’ordre de financement du plan communal. Les projets prévus concernent outre les projets du domaine pastoral : la construction de forages d’eau, l’appui à l construction d’un abri et l’achat d’un moulin à céréales.